# Férfi kosárlabdatorna a 2017. évi nyári európai ifjúsági olimpiai fesztiválon
A 2017. évi nyári európai ifjúsági olimpiai fesztiválon a férfi kosárlabda-mérkőzéseket július 24. és 29. között rendezték Győrben, a Bercsényi Miklós Szakközépiskolában.

## Érmesek
| A 2017. évi nyári európai ifjúsági olimpiai fesztivál érmesei férfi kosárlabdában | A 2017. évi nyári európai ifjúsági olimpiai fesztivál érmesei férfi kosárlabdában | A 2017. évi nyári európai ifjúsági olimpiai fesztivál érmesei férfi kosárlabdában | A 2017. évi nyári európai ifjúsági olimpiai fesztivál érmesei férfi kosárlabdában |
| --- | --- | --- | --------------------------------------------------------------------------------- |
| Arany | Ezüst | Bronz |                                                                                   |
| Litvánia · Erikas Jermolajevas · Azuolas Tubelis · Tomas Zubrys · Modestas Kancleris · Lukas Kreismontas · Nojus Pankratjevas · Gabrielius Celka · Ernest Narusevicius · Adas Simonis · Ignas Goliancik · Marek Blazevic · Laurynas Vaistaras | Törökország · Omer Yasir Kucuk · Arda Cete · Ekrem Sancakli · Mustafa Kurtuldum · Eren Has · Kerem Ozturk · Atakan Erdek · Temel Berkcan Keskindemir · Cem Kirciman · Goktug Bas · Ismail Karabilen · Canberk Kavsuk | Finnország · Teemu Suokas · Jaakko Juusela · Eelis Uitto · Eero Hannikainen · Visa Taussi · Santeri Makkonen · Erik Sajantila · Perttu Blomgren · Mustapha Amzil · Aarni Korkiatupa · Federiko Federiko · Thomas Exaucia |                                                                                   |

## Csoportkör

### A csoport
| Csapat              | M | Gy | V | P+ | P– | Pk | P |
| ------------------- | - | -- | - | -- | -- | -- | - |
| Finnország          | 3 | 2  | 1 |    |    |    | 5 |
| Horvátország        | 3 | 2  | 1 |    |    |    | 5 |
| Bosznia-Hercegovina | 3 | 1  | 2 |    |    |    | 4 |
| Olaszország         | 3 | 1  | 2 |    |    |    | 4 |

| 2017. július 24. 12:15 | Finnország                                       | 79–70 | Bosznia-Hercegovina | Bercsényi Miklós Szakközépiskola, · Győr, Magyarország · Játékvezetők: Tőzsér D. HUN |
| 2017. július 24. 12:15 | (19 - 23, 21 - 12, 22 - 23, 17 - 12) Jegyzőkönyv |       |                     | Bercsényi Miklós Szakközépiskola, · Győr, Magyarország · Játékvezetők: Tőzsér D. HUN |
| 2017. július 24. 12:15 | Thomas Exaucia 20                                | Pont  | Kosta Kondic 22     | Bercsényi Miklós Szakközépiskola, · Győr, Magyarország · Játékvezetők: Tőzsér D. HUN |

| 2017. július 24. 16:45 | Horvátország                                    | 80–56 | Olaszország           | Bercsényi Miklós Szakközépiskola, Győr, Magyarország Játékvezetők: Gedvilas G. |
| 2017. július 24. 16:45 | (25 - 17, 17 - 6, 19 - 19, 19 - 14) Jegyzőkönyv |       |                       | Bercsényi Miklós Szakközépiskola, Győr, Magyarország Játékvezetők: Gedvilas G. |
| 2017. július 24. 16:45 | Matej Bosnjak 17                                | Pont  | Gian Marco Drocker 14 | Bercsényi Miklós Szakközépiskola, Győr, Magyarország Játékvezetők: Gedvilas G. |

| 2017. július 25. 12:15 | Bosznia-Hercegovina                              | 103–97 | Olaszország           | Bercsényi Miklós Szakközépiskola, · Győr, Magyarország · Játékvezetők: Praksch Péter HUN |
| 2017. július 25. 12:15 | (26 - 25, 22 - 21, 32 - 22, 23 - 29) Jegyzőkönyv |        |                       | Bercsényi Miklós Szakközépiskola, · Győr, Magyarország · Játékvezetők: Praksch Péter HUN |
| 2017. július 25. 12:15 | Milan Manojlovic 20                              | Pont   | Matteo Parravicini 35 | Bercsényi Miklós Szakközépiskola, · Győr, Magyarország · Játékvezetők: Praksch Péter HUN |

| 2017. július 25. 19:00 | Horvátország                                    | 71–72 | Finnország        | Bercsényi Miklós Szakközépiskola, · Győr, Magyarország · Játékvezetők: Baki TUR |
| 2017. július 25. 19:00 | (8 - 19, 21 - 19, 26 - 17, 16 - 17) Jegyzőkönyv |       |                   | Bercsényi Miklós Szakközépiskola, · Győr, Magyarország · Játékvezetők: Baki TUR |
| 2017. július 25. 19:00 | Roko Gizdavcic 14 Viktor Saric 14               | Pont  | Erik Sajantila 13 | Bercsényi Miklós Szakközépiskola, · Győr, Magyarország · Játékvezetők: Baki TUR |

| 2017. július 26. 14:30 | Bosznia-Hercegovina                             | 80–82 | Horvátország      | Bercsényi Miklós Szakközépiskola, · Győr, Magyarország · Játékvezetők: Gedvilas LTU |
| 2017. július 26. 14:30 | (29 - 24, 21 - 32, 9 - 16, 21 - 10) Jegyzőkönyv |       |                   | Bercsényi Miklós Szakközépiskola, · Győr, Magyarország · Játékvezetők: Gedvilas LTU |
| 2017. július 26. 14:30 | Deni Radak 26                                   | Pont  | Ivan Perasovic 19 | Bercsényi Miklós Szakközépiskola, · Győr, Magyarország · Játékvezetők: Gedvilas LTU |

| 2017. július 26. 19:00 | Olaszország                                      | 77–73 | Finnország                                               | Bercsényi Miklós Szakközépiskola, · Győr, Magyarország · Játékvezetők: Praksch Péter HUN |
| 2017. július 26. 19:00 | (18 - 11, 15 - 25, 27 - 13, 17 - 24) Jegyzőkönyv |       |                                                          | Bercsényi Miklós Szakközépiskola, · Győr, Magyarország · Játékvezetők: Praksch Péter HUN |
| 2017. július 26. 19:00 | Matteo Parravicini 21                            | Pont  | Santeri Makkonen 11 Perttu Blomgren 11 Mustapha Amzil 11 | Bercsényi Miklós Szakközépiskola, · Győr, Magyarország · Játékvezetők: Praksch Péter HUN |

### B csoport
| Csapat       | M | Gy | V | P+ | P– | Pk | P |
| ------------ | - | -- | - | -- | -- | -- | - |
| Törökország  | 3 | 3  | 0 |    |    |    | 6 |
| Litvánia     | 3 | 2  | 1 |    |    |    | 5 |
| Magyarország | 3 | 1  | 2 |    |    |    | 4 |
| Észtország   | 3 | 0  | 3 |    |    |    | 3 |

| 2017. július 24. 14:30 | Litvánia                                       | 73–49 | Észtország                                  | Bercsényi Miklós Szakközépiskola, · Győr, Magyarország · Játékvezetők: Niksic N. BIH |
| 2017. július 24. 14:30 | (15 - 23, 15 - 3, 23 - 14, 20 - 9) Jegyzőkönyv |       |                                             | Bercsényi Miklós Szakközépiskola, · Győr, Magyarország · Játékvezetők: Niksic N. BIH |
| 2017. július 24. 14:30 | Laurynas Vaistaras 16                          | Pont  | Kerr Krijsa 9 Leemet Loik 9 Kaspar Lootus 9 | Bercsényi Miklós Szakközépiskola, · Győr, Magyarország · Játékvezetők: Niksic N. BIH |

| 2017. július 24. 19:00 | Magyarország                                    | 64–96 | Törökország     | Bercsényi Miklós Szakközépiskola, · Győr, Magyarország · Játékvezetők: Katic K. CRO |
| 2017. július 24. 19:00 | (9 - 25, 17 - 28, 21 - 22, 17 - 21) Jegyzőkönyv |       |                 | Bercsényi Miklós Szakközépiskola, · Győr, Magyarország · Játékvezetők: Katic K. CRO |
| 2017. július 24. 19:00 | Kovács Benedek Máté 16                          | Pont  | Cem Kirciman 20 | Bercsényi Miklós Szakközépiskola, · Győr, Magyarország · Játékvezetők: Katic K. CRO |

| 2017. július 25. 14:30 | Észtország                                      | 59–72 | Törökország          | Bercsényi Miklós Szakközépiskola, · Győr, Magyarország · Játékvezetők: Veronika Vavrova CZE |
| 2017. július 25. 14:30 | (6 - 14, 16 - 19, 22 - 25, 15 - 14) Jegyzőkönyv |       |                      | Bercsényi Miklós Szakközépiskola, · Győr, Magyarország · Játékvezetők: Veronika Vavrova CZE |
| 2017. július 25. 14:30 | Kaspar Kitsing 11                               | Pont  | Mustafa Kurtuldum 16 | Bercsényi Miklós Szakközépiskola, · Győr, Magyarország · Játékvezetők: Veronika Vavrova CZE |

| 2017. július 25. 16:45 | Magyarország                                   | 65–81 | Litvánia              | Bercsényi Miklós Szakközépiskola, · Győr, Magyarország · Játékvezetők: Niksic BIH |
| 2017. július 25. 16:45 | (6 - 17, 8 - 31, 25 - 17, 26 - 16) Jegyzőkönyv |       |                       | Bercsényi Miklós Szakközépiskola, · Győr, Magyarország · Játékvezetők: Niksic BIH |
| 2017. július 25. 16:45 | Filipovity Péter Milán 15                      | Pont  | Laurynas Vaistaras 17 | Bercsényi Miklós Szakközépiskola, · Győr, Magyarország · Játékvezetők: Niksic BIH |

| 2017. július 26. 12:15 | Észtország                                      | 63–74 | Magyarország           | Bercsényi Miklós Szakközépiskola, · Győr, Magyarország · Játékvezetők: Sahin TUR |
| 2017. július 26. 12:15 | (26 - 25, 15 - 17, 13 - 16, 9 - 16) Jegyzőkönyv |       |                        | Bercsényi Miklós Szakközépiskola, · Győr, Magyarország · Játékvezetők: Sahin TUR |
| 2017. július 26. 12:15 | Kerr Kriisa 14                                  | Pont  | Kovács Benedek Máté 14 | Bercsényi Miklós Szakközépiskola, · Győr, Magyarország · Játékvezetők: Sahin TUR |

| 2017. július 26. 16:45 | Törökország                                      | 98–67 | Litvánia        | Bercsényi Miklós Szakközépiskola, · Győr, Magyarország · Játékvezetők: Bittner GER |
| 2017. július 26. 16:45 | (19 - 17, 25 - 15, 38 - 12, 16 - 23) Jegyzőkönyv |       |                 | Bercsényi Miklós Szakközépiskola, · Győr, Magyarország · Játékvezetők: Bittner GER |
| 2017. július 26. 16:45 | Arda Cete 21                                     | Pont  | Tomas Zubrys 15 | Bercsényi Miklós Szakközépiskola, · Győr, Magyarország · Játékvezetők: Bittner GER |

## Az 5–8. helyért
| 2017. július 28. 12:15 | Bosznia-Hercegovina                             | 62–87 | Észtország        | Bercsényi Miklós Szakközépiskola, · Győr, Magyarország · Játékvezetők: Sahin TUR |
| 2017. július 28. 12:15 | (20 - 18, 15 - 23, 18 - 24, 9 - 22) Jegyzőkönyv |       |                   | Bercsényi Miklós Szakközépiskola, · Győr, Magyarország · Játékvezetők: Sahin TUR |
| 2017. július 28. 12:15 | Ognjen Markovic 11                              | Pont  | Kaspar Kitsing 21 | Bercsényi Miklós Szakközépiskola, · Győr, Magyarország · Játékvezetők: Sahin TUR |

| 2017. július 28. 14:30 | Magyarország                                     | 78–74 | Olaszország           | Bercsényi Miklós Szakközépiskola, · Győr, Magyarország · Játékvezetők: Manniste EST |
| 2017. július 28. 14:30 | (22 - 14, 17 - 20, 23 - 17, 16 - 23) Jegyzőkönyv |       |                       | Bercsényi Miklós Szakközépiskola, · Győr, Magyarország · Játékvezetők: Manniste EST |
| 2017. július 28. 14:30 | Kovács Benedek Máté 26                           | Pont  | Gian Marco Drocker 18 | Bercsényi Miklós Szakközépiskola, · Győr, Magyarország · Játékvezetők: Manniste EST |

### A 7. helyért
| 2017. július 29. 11:00 | Bosznia-Hercegovina                                                          | 72–92 | Olaszország                                                  | Bercsényi Miklós Szakközépiskola, · Győr, Magyarország · Játékvezetők: Tőzsér Dénes HUN |
| 2017. július 29. 11:00 | (16 - 18, 13 - 18, 23 - 25, 20 - 31) Jegyzőkönyv                             |       |                                                              | Bercsényi Miklós Szakközépiskola, · Győr, Magyarország · Játékvezetők: Tőzsér Dénes HUN |
| 2017. július 29. 11:00 | Alija Islamovic 19 Haris Dedajic 13 Timur Krupalija 11 Harun Huseinspahic 10 | Pont  | Simone Doneda 25 Gian Marco Drocker 24 Matteo Parravicini 14 | Bercsényi Miklós Szakközépiskola, · Győr, Magyarország · Játékvezetők: Tőzsér Dénes HUN |

### Az 5. helyért
| 2017. július 29. 13:15 | Észtország                                        | 64–52 | Magyarország                             | Bercsényi Miklós Szakközépiskola, · Győr, Magyarország · Játékvezetők: Barkauskas LTU |
| 2017. július 29. 13:15 | (18 - 8, 18 - 8, 13 - 15, 15 - 21) Jegyzőkönyv    |       |                                          | Bercsényi Miklós Szakközépiskola, · Győr, Magyarország · Játékvezetők: Barkauskas LTU |
| 2017. július 29. 13:15 | Leemet Loik 10 Joonas Riismaa 10 Kristjan Kokk 10 | Pont  | Kovács Benedek Máté 11 Veraszto Péter 10 | Bercsényi Miklós Szakközépiskola, · Győr, Magyarország · Játékvezetők: Barkauskas LTU |

## Elődöntők
| 2017. július 28. 16:45 | Finnország                                      | 52–81 | Litvánia              | Bercsényi Miklós Szakközépiskola, · Győr, Magyarország · Játékvezetők: Niksic BIH |
| 2017. július 28. 16:45 | (15 - 26, 8 - 21, 19 - 17, 10 - 17) Jegyzőkönyv |       |                       | Bercsényi Miklós Szakközépiskola, · Győr, Magyarország · Játékvezetők: Niksic BIH |
| 2017. július 28. 16:45 | Mustapha Amzil 17                               | Pont  | Nojus Pankratjevas 19 | Bercsényi Miklós Szakközépiskola, · Győr, Magyarország · Játékvezetők: Niksic BIH |

| 2017. július 28. 19:00 | Törökország                                     | 77–70 | Horvátország   | Bercsényi Miklós Szakközépiskola, · Győr, Magyarország · Játékvezetők: Bitner GER |
| 2017. július 28. 19:00 | (18 - 8, 26 - 16, 19 - 34, 14 - 12) Jegyzőkönyv |       |                | Bercsényi Miklós Szakközépiskola, · Győr, Magyarország · Játékvezetők: Bitner GER |
| 2017. július 28. 19:00 | Arda Cete 15 Cem Kirciman 15                    | Pont  | Boris Tisma 14 | Bercsényi Miklós Szakközépiskola, · Győr, Magyarország · Játékvezetők: Bitner GER |

## Bronzmérkőzés
| 2017. július 29. 15:30 | Finnország                                      | 56–53 | Horvátország   | Bercsényi Miklós Szakközépiskola, · Győr, Magyarország · Játékvezetők: Gedvilas LTU |
| 2017. július 29. 15:30 | (16 - 10, 10 - 18, 9 - 15, 21 - 10) Jegyzőkönyv |       |                | Bercsényi Miklós Szakközépiskola, · Győr, Magyarország · Játékvezetők: Gedvilas LTU |
| 2017. július 29. 15:30 | Teemu Suokas 10 Erik Sajantila 10               | Pont  | Viktor Saric 9 | Bercsényi Miklós Szakközépiskola, · Győr, Magyarország · Játékvezetők: Gedvilas LTU |

## Döntő
| 2017. július 29. 17:45 | Litvánia                                                                             | 103–101 | Törökország                                                        | Bercsényi Miklós Szakközépiskola, · Győr, Magyarország · Játékvezetők: Bittner GER |
| 2017. július 29. 17:45 | (13 - 16, 19 - 25, 28 - 18, 19 - 20, 8 - 8, 16 - 14) Jegyzőkönyv                     |         |                                                                    | Bercsényi Miklós Szakközépiskola, · Győr, Magyarország · Játékvezetők: Bittner GER |
| 2017. július 29. 17:45 | Nojus Pankratjevas 31 Azuolas Tubelis 22 Modestas Kancleris 19 Laurynas Vaistaras 12 | Pont    | Omer Yasir Kucuk 32 Arda Cete 21 Cem Kirciman 14 Ekrem Sancakli 10 | Bercsényi Miklós Szakközépiskola, · Győr, Magyarország · Játékvezetők: Bittner GER |

## Végeredmény
| Helyezés | Csapat              | M | Gy | V | P+ | P– | Pk | P |  |
| -------- | ------------------- | - | -- | - | -- | -- | -- | - |  |
| Arany    | Litvánia            | 5 |    |   |    |    |    |   |  |
| Ezüst    | Törökország         | 5 |    |   |    |    |    |   |  |
| Bronz    | Finnország          | 5 |    |   |    |    |    |   |  |
| 4.       | Horvátország        | 5 |    |   |    |    |    |   |  |
|          |                     |   |    |   |    |    |    |   |  |
| 5.       | Észtország          | 5 |    |   |    |    |    |   |  |
| 6.       | Magyarország        | 5 |    |   |    |    |    |   |  |
| 7.       | Olaszország         | 5 |    |   |    |    |    |   |  |
| 8.       | Bosznia-Hercegovina | 5 |    |   |    |    |    |   |  |